# 해서암행일기
해서암행일기(海西暗行日記)는 조선 왕조 문신인 박만정이 숙종 22년 황해도 암행어사로 임명되어 3월 7일부터 5월 12일까지 65일 동안 암행활동을 적은 초고본이다. 1973년 12월 31일 대한민국의 보물 제574호로 지정되었다.

## 개요
이 책은 일기 32장, 서계원단자와 별단자 19장, 저자의 복명에 대한 비변사의 의견서 4장, 정축피적시의 전말과 면성일기 등 잡록 6장으로 구성되어 있다.
저자인 박만정은 자가 사중이고, 호는 동계 또는 설정이며, 백호 윤휴의 문인이었다. 숙종 9년에 문과에 급제하여 장령·보덕·영광군수 등을 거쳐 숙종 22년에 해서암행어사에 임명되었다. 이 일기는 첨삭·가필이 이루어졌는데, 저자가 암행 중의 비망초록을 바탕으로 귀경 후에 작성한 자필 초고인 것으로 여겨진다.

## 서지 사항
- 박만정 지음, 윤세순 옮김, 《해서암행일기: 암행어사, 황해도에 출두하다》, 서해문집, ISBN 9788974837457, 2015년 9월 25일

## 참고자료
- 박만정 해서암행일기 - 국가유산청 국가유산포털
- 본 문서에는 서울특별시에서 지식공유 프로젝트를 통해 퍼블릭 도메인으로 공개한 저작물을 기초로 작성된 내용이 포함되어 있습니다.